# Circonvoluzione retta
La circonvoluzione retta (in latino gyrus rectus) è la parte del lobo frontale al centro della circonvoluzione orbitale media  ed è continua con la circonvoluzione frontale superiore sulla superficie centrale.
La sua funzione specifica non è ancora stata scoperta; tuttavia, nei maschi, vi è una maggiore attivazione della circonvoluzione retta all'interno della corteccia orbitofrontale mediale quando vengono visualizzate immagini sessuali, ed è stato correlato al disordine ipoattivo del desiderio sessuale.

## Galleria d'immagini

Animazione. La circonvoluzione retta è in rosso.
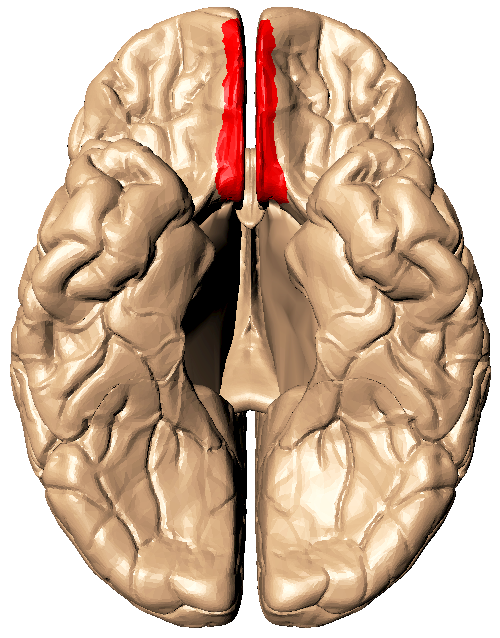
Superficie basale del telencefalo. La circonvoluzione retta è in rosso.
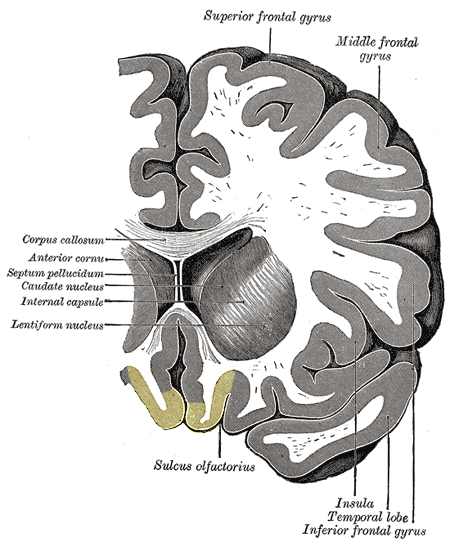
Sezione coronale del cervello umano. La circonvoluzione retta è in giallo in basso al centro.
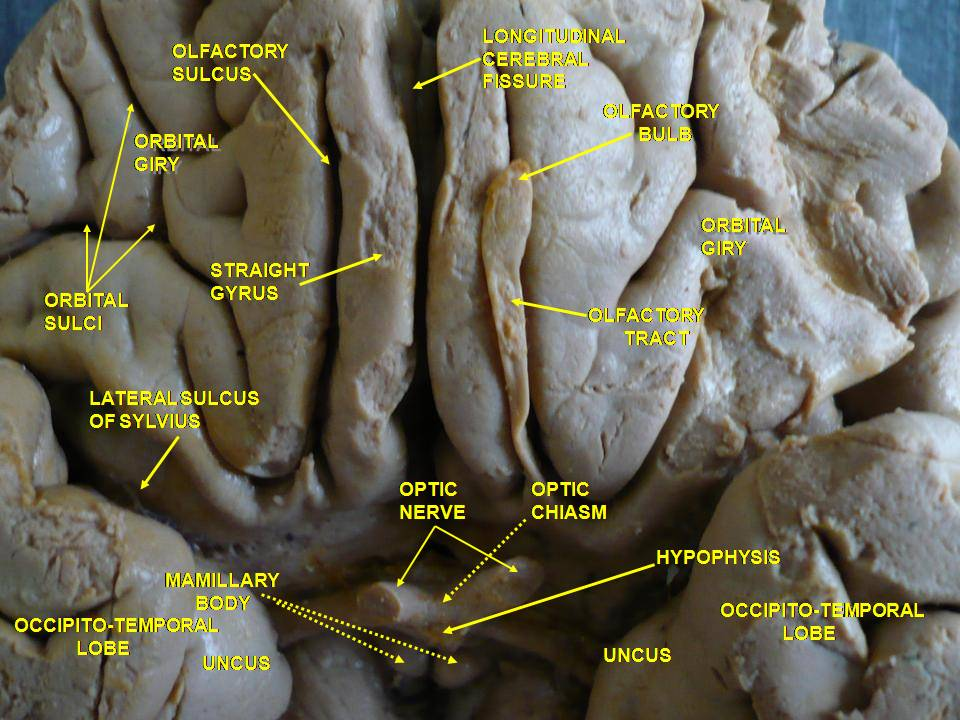
Telencefalo. Nervi ottici e olfattivi. Vista inferiore. Profonda dissezione.
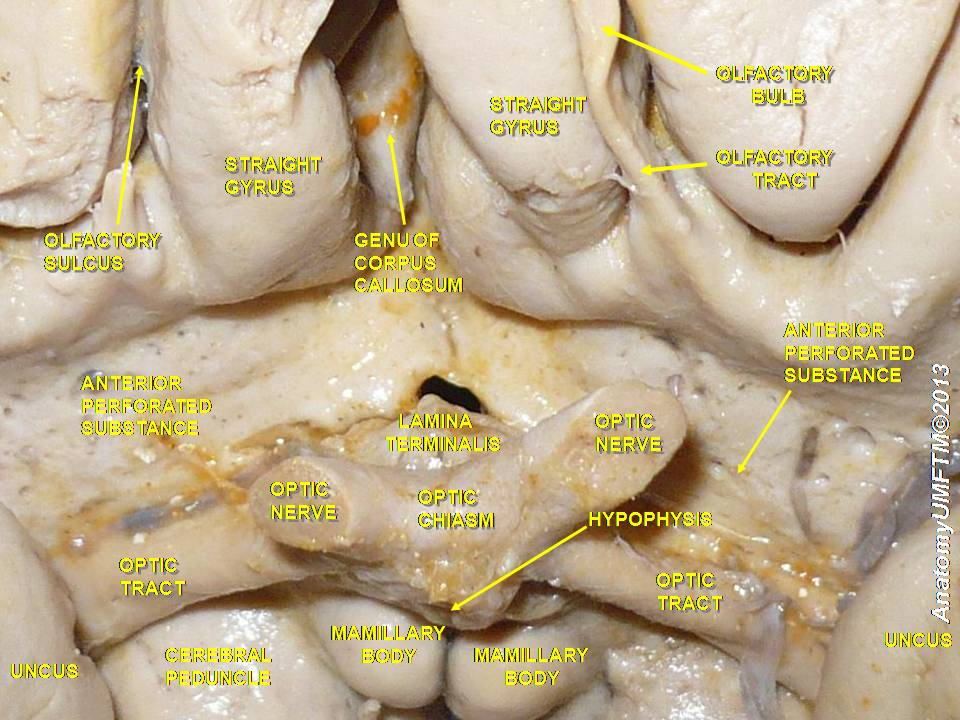
Telencefalo. Vista inferiore. Profonda dissezione.
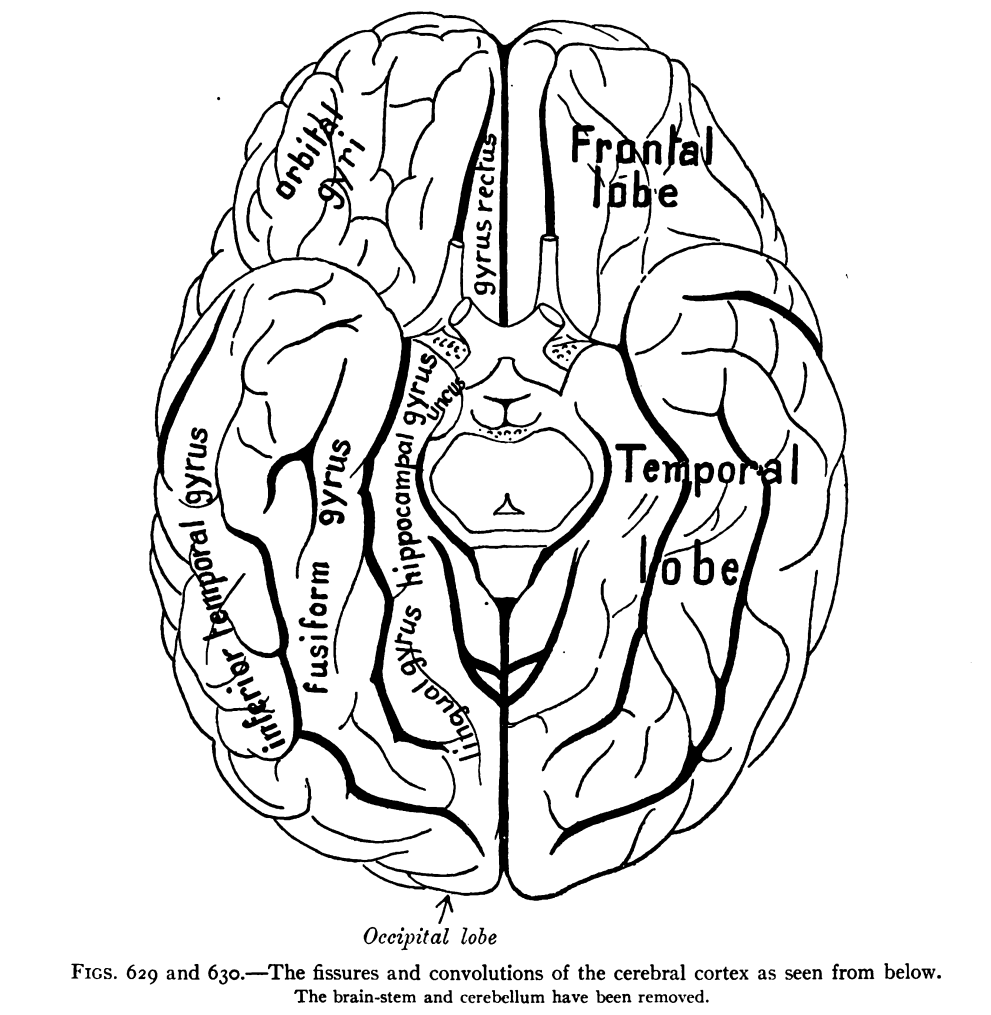
Circonvoluzione retta vista anteriormente al centro.
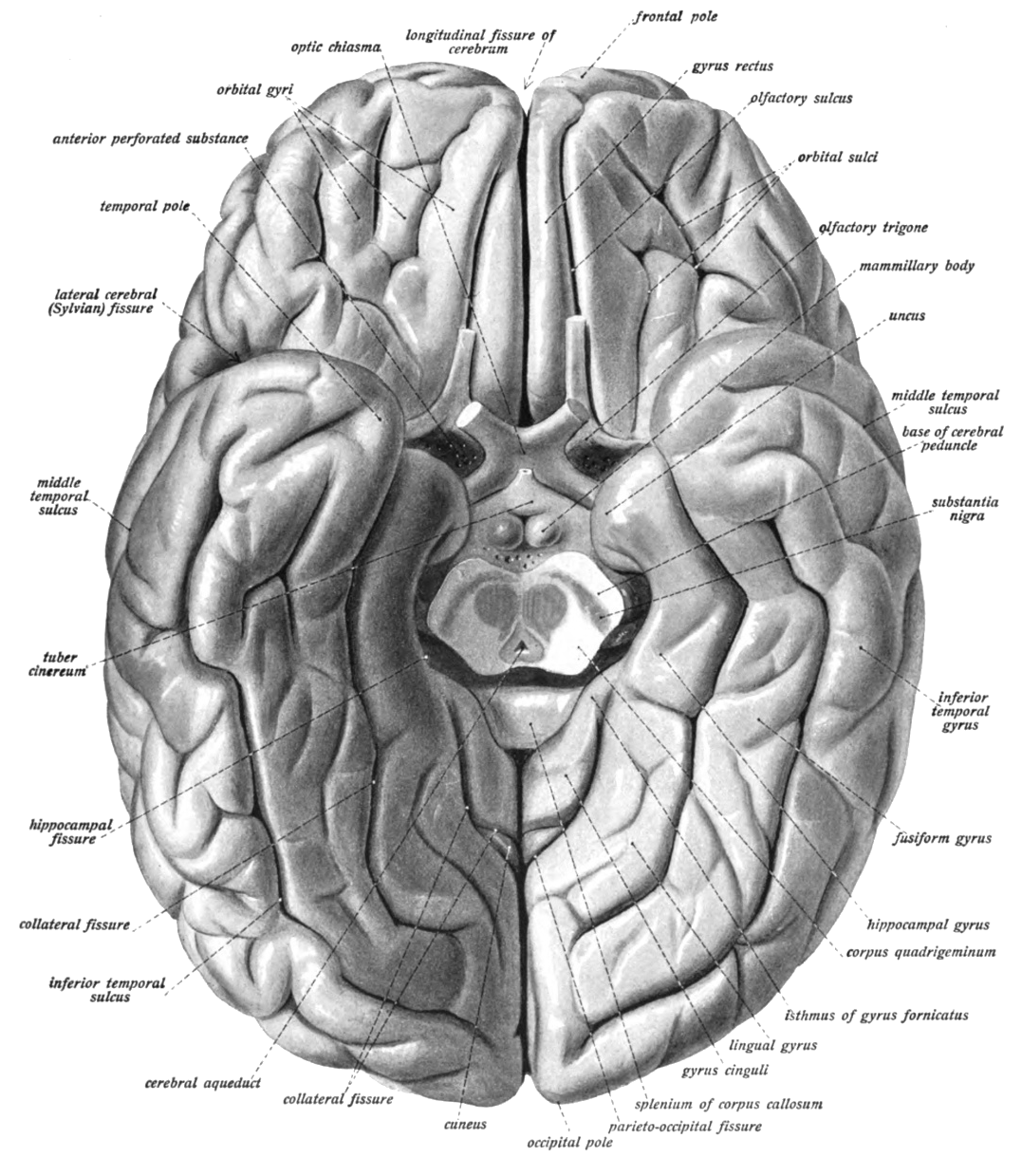
Circonvoluzione retta vista anteriormente al centro.